# براندون دروري
براندون دروري (بالإنجليزية: Brandon Drury)‏ هو لاعب كرة قاعدة أمريكي، ولد في 21 أغسطس 1992 في غرانتس باس في الولايات المتحدة.

## وصلات خارجية
- براندون دروري على موقع دوري كرة القاعدة الرئيسي (الإنجليزية)
- براندون دروري على موقعبيزبول رفرنس.كوم (الدوري الرئيسي) (الإنجليزية)
- براندون دروري على موقعبيزبول رفرنس.كوم (الدوري الثانوي) (الإنجليزية)
- براندون دروري على موقع إي إس بي إن.كوم (أم.أل.بي) (الإنجليزية)
- براندون دروري على موقع مشجعي الرسوم البيانية (الإنجليزية)